# Petit agreste
Pour les articles homonymes, voir Mercure.
Arethusana arethusa · Mercure
Genre
Espèce
Le Petit agreste ou Mercure (Arethusana arethusa) est une espèce de lépidoptères (papillons) appartenant à la famille des Nymphalidae et à la sous-famille des Satyrinae. C'est la seule espèce du genre monotypique Arethusana.

## Description
Le petit agreste est de couleur ocre avec une large bande submarginale jaune orangé, et un gros ocelle noir aveugle à l'apex des antérieures.
Le revers des antérieures est jaune orangé bordé plus ou moins largement de marron, avec le gros ocelle noir discrètement pupillé à l'apex des antérieures alors que le revers des postérieures est marqué d'une bande claire et de nervures blanches bien visibles.

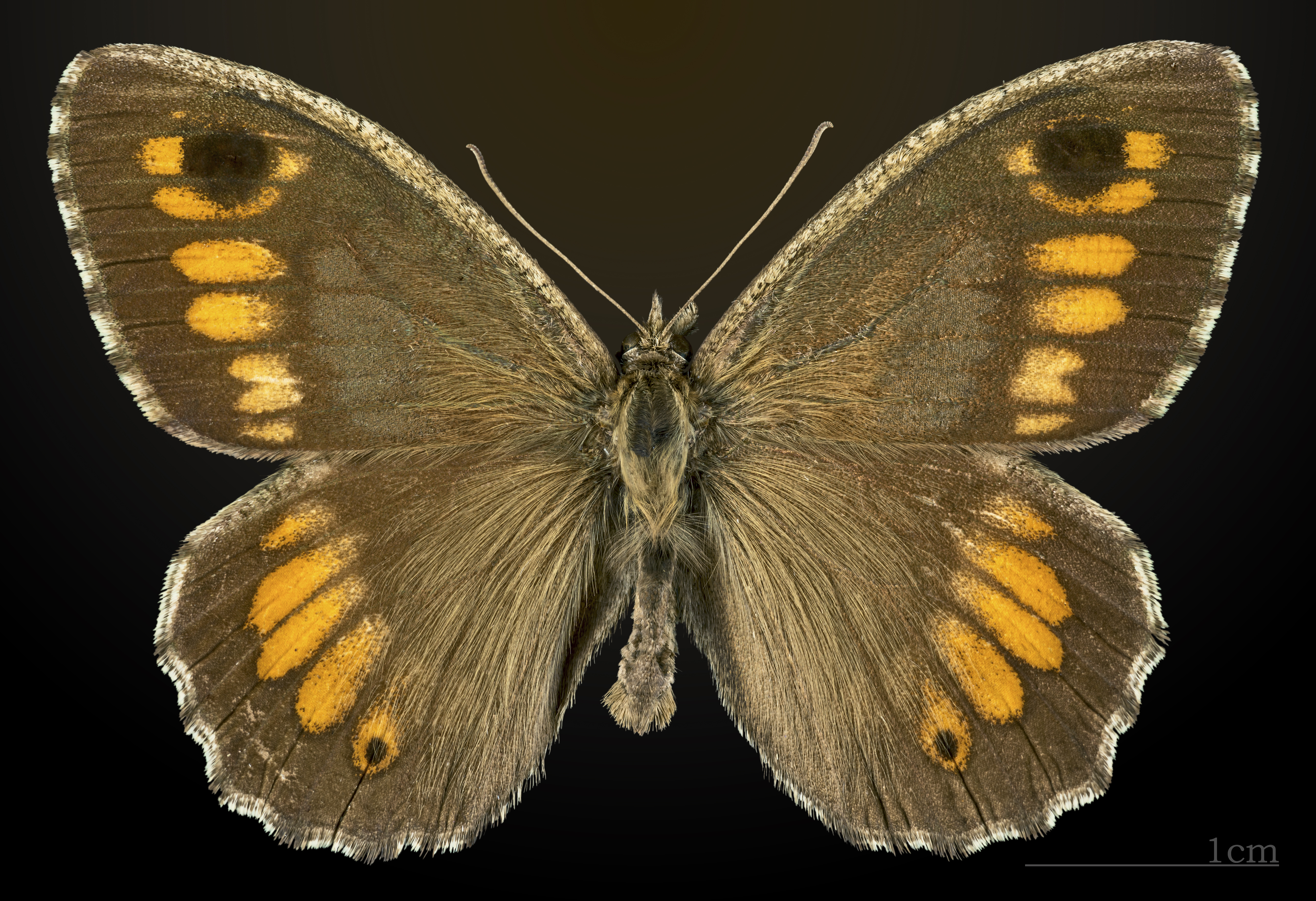
Mâle Muséum de Toulouse
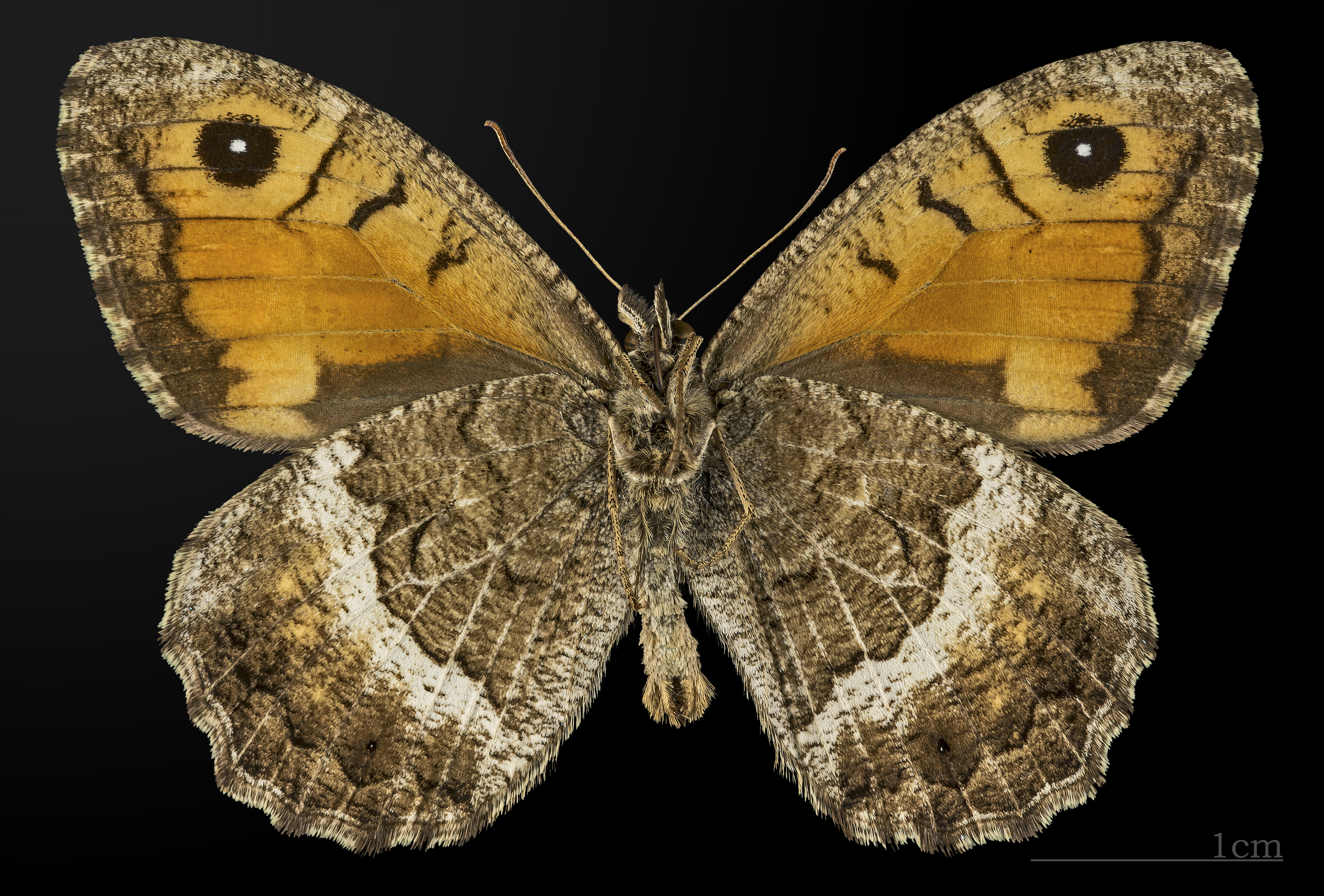
△ Revers du Mâle  Muséum de Toulouse

### Chenille
Sa chenille est de couleur beige à rayures longitudinales marron terne.

## Biologie

### Période de vol et hivernation
Le petit agreste  vole en une génération entre mi-juin et début mi-septembre.

### Plantes hôtes
Les plantes hôtes de sa chenille sont diverses, des Festuca, des  Dactylis, des Poa et Bromus erectus.

## Écologie et distribution
Le petit agreste est présent sous forme d'isolats, un au Maroc, un dans le sud-ouest de l'Europe (Espagne, Portugal, France) un dans les balkans (Slovaquie, Albanie, Grèce), Turquie et Moyen-Orient jusqu'en Arménie, sud de la Russie et sud-ouest de la Sibérie,.
Au Maroc, c'est Arethusana arethusa aksouali qui est indigène des montagnes du Toubkal et uniquement présent en ce lieu.
Le petit agreste est présent dans la majorité des départements de la France métropolitaine excepté les départements de Bretagne, des Vosges, de la Haute-Saône et Alsace, de la Creuse, du Puy-de-Dôme, de l'Allier et de la Haute-Loire, du Pas-de-Calais et la Corse.

### Biotope
Le Petit agreste réside dans des landes et friches sèches jusqu’à 1 700 mètres.

## Systématique
- L'espèce Arethusana arethusa a été décrite par Johann Nepomuk Cosmas Michael Denis et Ignaz Schiffermüller en 1775, sous le nom initial de Papilio arethusa[6]. Elle a été reclassée en 1951 par l'entomologiste français  Hubert de Lesse dans le genre monotypique Arethusana.
- La localité type est Vienne en Autriche.

### Synonymes
- Papilio arethusa [Schiffermüller], 1775 Protonyme
- Papilio erythia Hübner, 1805
- Hipparchia arethusa  [Otakar Kudrna]
- Arethusana dentata (Frayer, 1834)
- Satyrus boabdil Rambur, 1840
- Satyrus dentata Staudinger, 1871[3],[7].

### Noms vernaculaires
- Le Petit agreste ou Mercure en français
- False Grayling en anglais, Rotbindiger Samtflater en allemand et Pintas ocres en espagnol[3].

### Taxinomie
Sous-espèces
- Arethusana arethusa aksouali Wyatt, 1952 au Maroc, parfois classé comme une espèce distincte Arethusana aksouali
- Arethusana arethusa heptapotamica (Stauder, 1924)
- Arethusana arethusa pontica (Heyne, [1895])[3].
- Arethusana arethusa galathia
- Arethusana arethusa variegata

L' ancienne sous espèce Arethusana arethusa boabdil est maintenant classé comme une espèce à part entière, le Mercure andalou (Arethusana boabdil) 

## Le Petit agreste et l'Homme

### Protection
Il est protégé dans la région Île-de-France et figure dans l'arrêté du 22 juillet 1993 relatif à la liste des insectes protégés en région Île-de-France.